# Son Canals (Palma)
|  | Aquest article tracta sobre un barri de Palma. Vegeu-ne altres significats a «Son Canals». |

Son Canals és un barri de Palma situat al districte de Llevant, entre els barris de Pere Garau, la Soledat Nord, Son Gotleu, Can Capes, Son Fortesa sud i els Hostalets. Amb una renta mitjana de 18.159, son Canals és el barri més pobre de la ciutat seguit del de Son Cladera. L'any 2018 tenia 6.084 habitants.
El barri s'estén al llarg de les antigues terres de la possessió de Son Canals, de la qual pren el nom. Era una antiga propietat d'una branca de la família Canals, provinent de Sóller, que a començament del segle xix s'establí a Palma, i que tenia la casa al carrer de Can Canals, al centre de la ciutat.